# Ричардсон, Чарльз Леннокс
Чарльз Леннокс Ричардсон (англ. Charles Lennox Richardson, 16 апреля 1834 — 14 сентября 1862) — английский купец, базировавшийся в Шанхае и убитый в Японии в ходе Инцидента в Намамуги. В переписи и семейных документах его второе имя записано как Lenox.

## Купец
Ричардсон родился в Лондоне в 1834 году. В 1853 году он переместился в Шанхай, чтобы попробовать удачи в торговле с Китаем. В 1862 году Ричардсон объявил о своём уходе из сферы предпринимательства, и находился на обратном пути в Англию со своим состоянием, когда в сентябре 1862 года он сделал остановку в договорном порту Иокогаме.

## Инцидент в Намамуги
Ричардсон встретился с Вудторпом Чарльзом Кларком, старым другом из Шанхая, после чего они присоединились к своему коллеге Уильяму Маршаллу и свояченице Маршалла — Маргарет Уотсон Боррадейл с целью туристической поездки через близлежащий город Канагава к храму Кавасаки Дайси. Передвигаясь по дороге Токайдо — имперскому тракту — через деревню Намамуги (ныне часть района Цуруми, Иокогама), группа столкнулась со свитой регента даймё Сацумы Симадзу Хисамицу (также известного как Симадзу Сабуро), двигавшейся в противоположном направлении. Когда Ричардсон приблизился к паланкину Симадзу слишком близко, телохранитель даймё напал на англичанина. Маршалл и Кларк также были тяжело ранены. Тяжело раненый, Ричардсон упал со своей лошади недалеко от места нападения, после чего убит смертельным ударом по приказу Симадзу.
После инцидента в Намамуги британское правительство потребовало репараций. Но когда Симадзу воспротивились указанию заплатить, эскадра кораблей Королевского Флота в следующем году устроила бомбардировку Кагосимы (Англо-Сацумская война).

## Погребение
После вскрытия тела, проведённого Уильямом Уиллисом, который присоединился к британской миссии в Японии в 1861 году, Ричардсон был похоронен на частном участке около Иностранного кладбища Иокогамы, между позднейшими могилами Маршалла и Кларка.

## Реакция
Существует несколько рассказов о причинах ссоры, в которой был убит Ричардсон. Профессор японской истории в Университете штата Иллинойс Louis G. Perez в Japan at War: An Encyclopaedia (2013), представляет следующее: по одному сообщению, британцы разворачивали своих лошадей, чтобы уступить дорогу, когда слуги Сацума их превентивно атаковали, чтобы не нарушать порядок процессии; к этому привели «языковой барьер и антииностранный пыл слуг». По другой версии Ричардсон и его группа пробились внутрь процессии и были атакованы слугами, разъярёнными неуважением к своему господину. В любом случае, инцидент «отражает широко распространённые антииностранные настроения, которые возникли среди многих японцев после того, как в 1854 году страну принудили выйти из изоляции».
John W. Denney, в Respect and Consideration: Britain in Japan 1853-1868 and Beyond (2011) также подчёркивает различие в рассказах, замечая, что «неоспоримым моментом является то, что самураи Симадзу Сабуро убили Ричардсона и тяжело ранили Маршалла и Кларка». Последние двое, на официальном дознании заявили, что, хотя, они заметили самураев впереди, они не знали, что те были частью свиты даймё; поворачивая за угол они осознали, что «оказались в глубине процессии позади двенадцати человек и рядом с даймё», но как «никто из группы не кричал и не делал жестов в сторону находящихся впереди японцев», они были «уверены, что самураи не будет предпринимать никаких враждебных действий». Когда они пытались развернуться, слуга ударил Ричардсона мечом, а затем нанёс менее тяжёлую рану Маршаллу. Пытаясь спастись от свиты бегством, мужчины из группы получили дополнительные раны.
Рассказы Маршалла, Кларка и Боррадейл о событиях были единственными до 1875 года, когда американский агитирующий журналист и писатель E. H. House выпустил брошюру, представлявшую сацумскую версию инцидента. Хаус заявил, что Ричардсон был «печально известен своим жестоким обращением с китайцами во время своего проживания в Шанхае», и его репутация шла впереди него. Он также заявил, что обгоняя знакомых им японцев, группа Ричардсона спросила у них, почему они спешились (что было обычаем при проезде даймё), но не придали значения их ответу. В свете «неумолимого предписания», что «никто не должен продолжать движение на лошади или любом другом транспортном средстве, пока дорога занята высокопоставленным сановником», сацумцы считали, что группа англичан была обязана спешиться. Никаким японцам бы не позволили проехать через процессию; группу англичан бы не потревожили, если бы они не нанесли «иного оскорбления, кроме как по невежеству»; Ричардсон «продолжал прогонять свою лошадь сквозь процессию», но если бы его группа продвигалась одной колонной (а не по двое в ряд), «они бы могли пройти невредимыми, как другие до них и после них».
В статье 2013 года историк Фолькер Райхерт обвинил Ричардсона в культурном невежестве, высокомерии и расизме, говоря, что, согласно японским отчётам того времени, он неуважительно ехал посередине дороги и даже пытался вклиниться между паланкином регента и его телохранителями. По Райхерту, прямо перед инцидентом, когда миссис Боррадейл, взволнованная враждебными жестами свиты регента, умоляла его не провоцировать их, Ричардсон якобы сказал: «Я жил в Китае 14 лет. Я знаю, как обращаться с этими людьми» (согласно Denney, это, должно быть, были 4 года, так как 14 были невозможны). Дядя Ричардсона, как сообщается, не был удивлён кончиной своего племянника, и винил его за безрассудство и упрямство. Фредерик Райт-Брюс, британский посланник в Китае, вспоминал Ричардсона как высокомерного авантюриста.